# Пазухин, Борис Андреевич
Борис Андреевич Пазухин —  русский военный деятель, воевода города Чебоксары в 1675 году.

## Жизнеописание
Рында в польском походе, в 1666—1668 гг. встречал и провожал до Терека патриархов Александрийского Паисия и Антиохийского Макария III. С 1674 года стрелецкий голова в Москве. В мае 1679 года был, вместе с Семёном Ивановичем Пазухиным, назначен во главу посольства в Крым, к хану Мураду Гераю. 19 июня 1679 года, по пути в Крым был убит при нападении на посольство «воровских людей» и черкасов, а посольство разграблено. Его сын Афанасий дослужился до чина стольника, был убит в бою под Нарвой в 1704 году.